# Nerva
Nerva lat. Marcus Cocceius Nerva (8. studenoga 30. – 27. siječnja 98.), prvi rimski car u razdoblju Pet dobrih careva, od 96. do 98. Bio je konzul 71. i 90. Nakon ubojstva Domicijana narod i vojska su ga uz privolu senata proglasili carem. Izdao Lex agraria, po kojemu su mnogi bezemljaši dobili zemlju; utemeljio zakladu za uzdržavanje i odgoj siromašne djece. Usvojio je i uzeo za suvladara Trajana 97.
| Prethodnik:           | Rimski carevi | Nasljednik:         |
| Domicijan (81. - 96.) | Rimski carevi | Trajan (98. - 117.) |

### Ostali projekti
|  | Zajednički poslužitelj ima stranicu o temi Nerva |